# Municipio de Ocuilan
El Municipio de Ocuilan es uno de los 125 municipios que para su régimen interno, conforman el Estado Libre y Soberano de México, en los Estados Unidos Mexicanos.

## Toponimia
El Códice Mendoza representa gráficamente las conquistas de Axayácatl, apareciendo entre ellas las de Ocuilan, nombre que fue impuesto por los mexicas. Por lo tanto, Ocuilan se deriva del náhuatl Ocuillan, que se compone de los vocablos “ocuilli”, que significa gusano y de la variante de "tla", que expresa abundancia o colectividad; por lo que Ocuilan significa en el “lugar donde abundan los gusanos”. La traducción dada por Cecilio Robelo "donde abundan los gusanos" es cercano a la realidad ya que esto [posiblemente] se refería a las crisálidas de mariposa.
En el mismo códice, el topónimo de Ocuilan está representado por una oruga erguida en posición de defensa con el hocico abierto y la lengua hacia delante.

## Geografía física
Ocuilan se encuentra a 60 kilómetros de la capital del estado, Toluca. De acuerdo al mapa de la República Mexicana, el municipio de Ocuilan se localiza entre las coordenadas 18° 52' 30" y 19° 08' 09" latitud norte y entre 99° 16' 25" y 99° 30' 08" longitud oeste. La superficie territorial del municipio de Ocuilan es de aprox. 344.84 kilómetros cuadrados.
Se encuentra ubicado a una altura promedio de 2,340 metros sobre el nivel del mar. El municipio de Ocuilan limita al norte con los municipios de Xalatlaco y el municipio de Tianguistenco, al sur con el estado de Morelos, al oriente también limita con dicho estado y al poniente con los municipios de Malinalco y Joquicingo. Por otro lado, de acuerdo a los datos que obtuvo el INEGI del conteo de población que llevó a cabo en el 2010, el número total de personas que viven en el municipio de Ocuilan es de 31 638.
Ocuilan también forma parte de la Zona Metropolitana de Cuernavaca, lo que lo convierte en el único municipio que conforma parte de esta ciudad y que se encuentra fuera del Estado de Morelos.
Por decreto No. 38 expedido por la Legislatura Local a partir del 18 de octubre de 1870 se erigió en municipalidad denominándose la cabecera municipal Ocuilan de Arteaga, en honor al liberal José María Arteaga, originario de la ciudad de México.

## Historia
Los asentamientos más importantes de la región ocuilteca se llevaron a cabo en el periodo posclásico temprano entre los 1000 y los 1300 años después de Cristo.
Se sabe por aproximación que desde finales de siglo XV (1476) los tenochcas conquistaron la región de Ocuilan, lo que se comprueba con los vestigios arqueológicos encontrados como lo son: el tlachtlitemalacatl o juegos de pelota, la zona arqueológica de El Castillo de la Reina también conocida como Tlacotalpan donde se han encontrado restos arqueológicos tales como restos de columnas y de una muralla, cuchillos de sacrificio y una cabeza de serpiente que representa a Quetzalcóatl.
Ocuilan fue punto importante en el gran ohtli o camino prehispánico que conducía a Tenochtitlán, Atlapulco, Xalatlaco, Ichcateopan, Teloloapan, por donde transitaban los pochtecas o comerciantes transportando los productos como: algodón de Ichcateopan, cacahuate de Teloloapan, cobre de Otumba y los tejidos de Ocuilan.
La repartición de indios a españoles se llamó encomienda y los que recibieron este beneficio se llamaron encomenderos, en 1602 Ocuilan fue encomendado a Servan Vejarano, quien al morir deja la encomienda a su esposa Doña Francisca Calderón con 903 tributarios a su cargo, Diego de Ocampo Saavedra, fue el último poseedor de esta encomienda.
Los frailes que evangelizaron los naturales de Ocuilan fueron de la orden de los Agustinos quienes llegaron a Veracruz el 22 de mayo de 1533 y el 17 de junio a la gran Tenochtitlan, no se sabe con exactitud el nombre del fraile que estuvo al frente de la evangelización de los naturales Ocuiltecas, pero si se asegura que tomaron casa en Ocuilan en 1537 a nombre de esta orden religiosa.
Existe escasa información acerca de la vida del municipio durante la Colonia en esta época, son los hechos importantes que se registran debido tal vez al aislamiento y la incomunicación que tenía por aquel entonces; los acontecimientos surgidos en esta época fueron: En 1834 Don Lorenzo de Zavala gobernador del Estado de México, acudió a Ocuilan para ocultarse de sus enemigos y desde ahí lanzó un manifiesto en contra de Don Manuel Gómez Pedraza, presidente de la República Mexicana.
Otro hecho sobresaliente fue su erección como municipio, perteneciente al distrito de Tenancingo, Méx. El  decreto No.38 expedido por la Legislatura Local  siendo gobernador del estado, Mariano Riva Palacio, se público el 18 de octubre de 1870,  denominándose la cabecera municipal Ocuilan de Arteaga, en honor al  Liberal José María Arteaga, originario de la ciudad de México
En 1910 el General Trinidad Rojas se había levantado en armas en la zona de Chalco en favor de la causa maderista, comisionando a José Medina oriundo de Tenancingo para que organizará gente de la región en favor de la causa, participando en ésta los hombres de todas partes, pero en particular se mencionan: Albino e Isidro Cázales, Joaquín López, Juan Tejeda, Pablo Montiel, Zaneón Zetina, Juan Díaz y otros, todos ellos originarios del municipio de Ocuilan.
Por otra parte se sabe también que en Ocuilan se levantaron en armas secundando el Plan de San Luis Potosí, los hermanos Joaquín y Antonio Miranda que contaban con el apoyo de los campesinos de la región, ellos secundaron más tarde a Genovevo de la O quien fue jefe de los zapatistas en el Estado de México, con él alcanzaron el grado de General, Cleotilde Sosa y Rafael Castillo, vecinos de la cabecera municipal.
Algunos lugares del municipio sirvieron como campamentos de las tropas del gobierno entre otros se citan el panteón municipal y el templo del Señor del Calvario, lugares que por su altura resultaban estratégicos.

## Demografía
La tasa de crecimiento anual, en el período 2000-2010, es de 1.97%, lo que significa que la población se incrementó cada año en 20 personas por cada 1000 habitantes. La mayor tasa de crecimiento poblacional del municipio se registró en el periodo 1960-1970 (3.19%), período en que inicia el éxodo de la población del Distrito Federal (ahora Ciudad de México) a entidades circunvecinas; y es en este mismo lapso de tiempo donde se inicia un acelerado crecimiento poblacional en el Estado de México (la tasa anual registrada para la entidad en este periodo es de 7.56%).
En el censo de población realizado por el INEGI en 2010, Ocuilan tenia 31,803 habitantes, con una densidad poblacional de 92.2 habitantes por kilómetro cuadrado. De 1990 a 2010 el municipio registró un crecimiento poblacional del 67.01%.
De acuerdo con la Encuesta Intercensal 2015 del INEGI, el municipio de Ocuilan cuenta con una población de 34,485 habitantes, lo que representa el 0.21% de la población total del Estado de México. El incremento porcentual poblacional respecto al Censo de Población y Vivienda 2000 es de un 32.6%. La densidad de población del municipio es de 100.79 habitantes por km² (hab/ km²). La distribución por sexo es de 48.9% hombres y 51.1% mujeres, es decir, el índice de masculinidad es de 96 hombres por cada 100 mujeres. En las proyecciones de población realizadas por el Consejo Nacional de Población (CONAPO), para los años 2010-2030, Ocuilan contará con una población de 45,775 habitantes. Esta situación es prácticamente igual a nivel nacional, estatal y municipal. 
Distribución poblacional
El municipio cuenta con 48 localidades rurales y en ellas residen 28,931 personas, lo que representa el 91% del total de habitantes del municipio. El 9% de la población restante vive en localidades urbanas. Según datos del Censo de Población y Vivienda 2000, las localidades con el mayor número de habitantes son: Santa Mónica (2,944), Santa Cruz Tezontepec (1,924) y Chalmita (1,530). Se observa entonces que 8 comunidades concentran el 50.4% de la población total del municipio.
Migración
En el 2010, Ocuilan contaba con una población total de 31,803 habitantes, de los cuales 6.4% nacieron en otra entidad; 0.5% en Estados Unidos; 0.03% nacieron en otro país y 0.4% no especificaron su lugar de nacimiento.
Población Indígena
La población indígena en la región es inferior a la que se registra en el estado, el porcentaje a nivel estatal es de 2.68% y el nacional de 6.60 por ciento. De acuerdo a los resultados que presentó el II Conteo de Población y Vivienda en el 2005, en el municipio, 896 habitantes aún conservaban alguna lengua indígena; para el 2010 el municipio de Ocuilan identifica un universo reducido a 835 personas. Se estima que actualmente, en el municipio habitan un total de 429 personas que hablan alguna lengua indígena, las cuales representan el 2.17% del total de habitantes del municipio. 
La población tlahuica está asentada en el municipio de Ocuilan, en el sureste del Estado de México, en los límites con el estado de Morelos. Los tlahuicas basan su economía en los cultivos de maíz, frijol, chile, zanahoria, chícharos, papa y haba. Esto es, comparten los mismos patrones con los mazahuas, otomíes, nahuas y matlatzincas, pero a diferencia de estos, cuentan con el recursos forestales.

### Localidades
El municipio incluye en su territorio un total de _ localidades. Las principales, considerando su población del Censo de 2010 son:
| Localidad                          | Población |
| Total Municipio                    | 31 803    |
| Santa Mónica                       | 2 872     |
| Santa Cruz Tezontepec (Totoltepec) | 1 963     |
| Ocuilan de Arteaga                 | 1 954     |
| Santa Lucía                        | 1 669     |
| Santa Ana                          | 1 647     |
| San Juan Atzingo                   | 949       |

## Educación
De acuerdo con el Censo de Población y Vivienda 2000, el porcentaje de la población de 15 años o mayor alfabetizada correspondía al 86.9%. En el 2010, el grupo de 15 años y mayor representaba el 65.1% de la población total; de este conjunto, el 89.1% es alfabetizado. En el Censo de Población y Vivienda 2010 se obtuvieron por primera vez datos respecto a la población que oscila entre los 3 y 5 años de edad y que además asistían a la escuela.
Para el año 2015, del total de personas alfabetizadas en el municipio el 49.1% son hombres y un porcentaje similar (50.9%) son mujeres; de 2010 a 2015, el número de personas alfabetizadas se incrementó en un 13%. Si analizamos la escolaridad de la población por grupos de edad, de la población de 5 años o mayor, el 40.7% tiene estudios de primaria completa y 35.6% estudios posteriores a la primaria. Por otro lado, de la población de 18 años o mayor, el 2.2% tiene estudios de nivel superior y solamente un 0.13% cuenta con estudios de posgrado. La escolaridad promedio del municipio, para el caso de la población de 15 años o mayor, es de 6.81 años, indicador que se encuentra por debajo del nivel estatal (9.10) y del nacional (8.63). Por último, la tasa de alfabetización de la población en el rango de edad de 15 a 24 años es del 98.6%.

## Economía
En 2011 el Producto Interno Bruto de Ocuilan fue de 817.73 (millones de pesos conforme al índice de precios de 2003), lo que representó para la entidad el 0.09%. En referencia a los sectores económicos, en Ocuilan destaca por el sector terciario, por lo que en 2011 el municipio registraba 662 unidades económicas. Destacan los comercios al por menor con el 41.69%.
El municipio de Ocuilan cuenta con diversas actividades económicas, entre las más destacadas es el comercio y el turismo, ya que parte de su población de la zona centro se dedica a la venta de barbacoa en la ciudad de Cuernavaca Morelos, así mismo cuenta con la zona turística del Ahuehuete de paso al santuario de Chalma, excelente para fomentar el comercio y el turismo y recientemente el fomento y explotación turística de diversas cascadas ubicadas en comunidades aledañas a la cabecera municipal así como la cría de truchas. 

## Turismo
La actividad turística en Ocuilan es incipiente y de reciente incorporación como actividad económica formal, a pesar de sus innumerables recursos naturales; por ejemplo, el caso de las Lagunas de Zempoala, las cascadas de El Obraje, las cascadas de Acaluca, el Mirador de San Sebastián y el Parque Ecoturístico de Tlatucapa; además de contar con El Ahuehuete y la conurbación de su territorio con el segundo destino de turismo religioso más importante del país, como es Chalma.
- Chalma y El Ahuehuete reciben anualmente más de 15 millones de visitantes, la mayoría de ellos peregrinos que para llegar al santuario del señor de Chalma tienen que pasar por territorio de Ocuilan. Esta peregrinación multitudinaria se traduce en una derrama económica importante para las familias ocuilenses, sin embargo, no existe pernocta de estos visitantes en el municipio.
- Las Lagunas de Zempoala se encuentran dentro del territorio del Comunal de San Juan Atzingo, algunas de las actividades que se pueden realizar en este sitio son: renta de caballos, renta de lanchas, hay venta de artesanías y comida. Tlaltizapan y Mexicapa (Gastronomía) Son sitios de extrema belleza natural que por su clima, hidrografía y vegetación permiten la crianza de trucha de manera complementaria existen pequeños establecimientos de comida que preparan este exquisito manjar en diferentes presentaciones.
- Parque Tlatucapa Este sitio cuenta con una belleza inigualable en paisajes y observación de flora y fauna además se realizan actividades de aventura como tirolesa, canopy y rappel. Sus instalaciones permiten realizar senderismo y fotografía en sus senderos de casi 3 km de extensión, las pinturas rupestres conocidas como el Encuerado y Las Manos Extendidas se encuentran dentro de este parque. El parque se localiza a solo 10 minutos de la cabecera municipal. En esta zona, entre el siglo XIV y XV, se asentaron los primeros pobladores de Ocuilan, dando testimonio de ello los vestigios arqueológicos y pinturas rupestres encontrados.
- Cascadas del Obraje Es uno de los sitios más accesible con caídas de agua, conocidos por los ocuiltecos como el salto del obraje. En la actualidad se desarrollan actividades como senderismo, paisajismo y rappel.
- Por su parte, la cabecera municipal de Ocuilan ofrece un destino más de carácter cultural ya que cuenta con construcciones arquitectónicas religiosas que datan del siglo XVI, por ejemplo, el ex Convento de Santiago Apóstol, fundado en el año de 1537, por Fray Juan de San Román y Fray Diego de Alvarado y que actualmente alberga un museo donde se exhiben piezas de la época, así como reproducciones de las pinturas rupestres encontradas en la zona. Asimismo, se encuentra la parroquia de Santiago Apóstol, construida en el siglo XVI; el templo de Santa María, que data del siglo XVIII y que cuenta con un retablo trabajado en madera y hoja de oro.[13] La Parroquia de San Ambrosio es una edificación del siglo XVII que se encuentra en la comunidad de Chalmita, a seis kilómetros del Santuario del Señor de Chalma en Malinalco.[14]

Existen establecimientos de alimentos en la mayor parte de los atractivos con que cuenta el municipio, en las Lagunas de Zempoala, en Mexicapa, Tlatucapa, La Ciénega de San Antonio, en el Ahuehuete, Chalmita y Ocuilan; la cabecera. 
Los platillos que se degustan en Ocuilan tienen un sabor único y peculiar por el clima y la vegetación de donde se extrae el ingrediente principal: las truchas. Éstas son preparadas y servidas en el Corredor gastronómico truchero Tlaltizapán.
En el territorio municipal se pueden encontrar diversas actividades de aventura, cultura y naturales. Renta de caballos, renta de lanchas, Rappel, Tirolesa, Canopy, Paisajismo, senderismo, campismo, observación de flora, observación de fauna, fotografía.

## Medio ambiente y áreas naturales
La riqueza forestal de Ocuilan es su rasgo distintivo y parte de su identidad. Se puede decir que es un gran bosque que se divide en parques y áreas naturales protegidas. Todo el macizo forestal que se forma en el territorio, es lo que permite que haya escurrimientos y que, por lo tanto, sea una condición natural para dotar de agua a las comunidades de la región tanto del Estado de México como del Estado de Morelos.
Las áreas naturales protegidas en el municipio de Ocuilan fueron designadas por CEPANAF (Comisión Estatal de Parques Naturales y de la Fauna). Entre los sitios turísticos con que cuenta el municipio se encuentran y que demandan protección están los siguientes:
Lagunas de Zempoala, área natural protegida de control federal. La extensión total de este parque se divide entre los límites suroeste del Estado de México y noroeste del Estado de Morelos. Al primero le corresponde la porción ubicada en el municipio de Ocuilan (dentro del cual se ubica más de la mitad del parque), y al segundo la porción que se ubica en el municipio de Huitzilac. Uno de los accesos al lugar es por la carretera número 95 México-Cuernavaca. Por esta ruta, a la altura del poblado de Tres Marías, se toma la carretera que lleva al poblado de Huitzilac y, posteriormente, se accede por la desviación que conduce hasta el parque (aproximadamente 16 km de distancia). El parque nacional se encuentra dentro de la parte central correspondiente al Eje Neo volcánico, cuya altura supera los 3000 msnm, siendo su punto más alto la elevación montañosa de origen volcánico conocida como El Cerro Zempoala, con 3680 msnm. Las inclinaciones montañosas o pendientes forman desagües naturales que contribuyen a que el agua fluya hacia los pequeños valles cerrados de origen volcánico en donde se forman los cuerpos de agua o lagunas. Este sistema de lagunas pertenece a la depresión de El Balsas. Las lagunas que se conocen en la zona son: Quila (la mayor de todas), Zempoala, Compila, Tonatihua, Seca, Prieta y Hueyapan. Estas lagunas son de gran importancia por la diversidad biológica que poseen a nivel nacional. El clima que caracteriza a la zona del parque nacional es de tipo frío subhúmedo, con lluvias en verano.
El Parque Estatal Nahuatlaca–Matlazinca (PENM). El parque se encuentra en la parte sureste del Estado de México, cercano a los límites con el Estado de Morelos y la Ciudad de México. Este parque fue decretado como área natural protegida con la categoría de Parque Estatal, el 20 de septiembre de 1977, por el entonces gobernador constitucional del Estado de México, Dr. Jorge Jiménez Cantú. El PENM cuenta con una superficie de 27,878 hectáreas distribuidas en los municipios de Joquicingo, Malinalco, Ocuilan, Tenango del Valle, Texcalyacac y Tianguistenco.
Cerró La Cruz Tejaltepec. El área natural protegida tiene una superficie de 1,734.96 hectáreas. El parque estatal se ubica en el municipio de Ocuilan, colinda al norte con San José Totoc, El Capulín y Taltizapan; al noreste, con Ahuatenco y Ajuchitlán; al sur, con La Cañada, Chalmita, Plaza Nueva, Chalma, Los Manantiales y La Lagunita. Se ve rodeado por un sistema montañoso sin nombre. El límite lateral derecho se encuentra a una distancia de 1.7 km del límite estatal. La poligonal está definida por 28 vértices que forman un perímetro de 19,813.06 m y se localiza a 2000 msnm. Es una zona importante de conservación de los recursos naturales, flora, fauna y suelos que permiten la recarga de los mantos freáticos. La zona conforma un área topográfica y geomorfológica que, junto con la condición climática, comprenden el refugio de fauna holártica y neo tropical, rodeada por actividades agropecuarias, así como por la presencia cercana de áreas naturales protegidas con objetivos similares.

## Cultura

### Parque
- Parque El Ahuehuete Ocuilan

### Museos
- Museo Arqueológico Colonial de Ocuilan

### Casas de cultura
- Unidad Cultural de Ocuilan

### Bibliotecas
- Eugenio Núñez Zetina

- Prof. Vicente Ortega Jiménez

## Principales ecosistemas
Flora
Existen en el norte del municipio amplios bosques de coníferas formados por pinos y oyameles; en el centro y en el sur predominan bosques mixtos compuestos por: encinos, pinos, fresnos, cedros, madroños, ahíles, casahuates y abundantes matorrales que reciben diversos nombres (Jara, Zacatón, Chapulixtle, Tepozán, Salvialte, etc.
Fauna
La fauna es variada principalmente en sus bosques existen: coyote, zorro, armadillo, ardilla de tierra, conejo, liebre, hurón, tuza, ratas silvestres, murciélago, tlacuache, cacomiztle y zorrillo, también existen algunos reptiles como: el crótalo, mazacuate, coralillo, culebra de agua, víbora de cascabel, chintete, lagartijas y una gran variedad de pájaros.

## Hidrografía
El municipio de Ocuilan forma parte de la región hidrológica de la cuenca del río Balsas, subregión Alto Balsas. Entre los ríos más importantes de la región se encuentran:
- El río Chalma, considerado el más importante, cuyas aguas se utilizan para propósitos agrícolas, así como para un canal de captación que genera electricidad en una planta hidroeléctrica del municipio de Malinalco.
- El río Mexicapa, al oriente del municipio, también es digno de mencionarse debido a que sus manantiales proveen de agua a las comunidades de Tlatempa, Ahuatenco y Mexicapa, además de servir también para uso agrícola.
- El río Tlaxipehualco, al sureste del municipio, nace en el paraje conocido como El Obraje y fluye de norte a sur, recolectando el agua de algunos manantiales. Parte de sus aguas se utilizan históricamente por los habitantes de San Ambrosio Chalmita para el riego de tierras agrícolas y huertas de árboles frutales

También se debe mencionar el manantial que emana del árbol de El Ahuehuete ubicado en el trayecto hacia el Santuario de Chalma, donde los visitantes al templo se detienen para apreciar las aguas cristalinas, a los caudales les atribuyen propiedades curativas.
Finalmente se citan las lagunas de Zempoala que se ubican al oriente del cerro que lleva su nombre, las cuales por su belleza natural son un atractivo para el turismo. Estas lagunas forman parte del Parque Nacional Lagunas de Zempoala.

## Clima
En Ocuilan predominan tres tipos de clima. En la cabecera y región central, el clima es templado subhúmedo. Al norte, en la zona montañosa de los cerros de Zempoala y Olotepec, el clima es templado semifrío y la altura alcanza los 3500 msnm. Al sur y oriente, predomina el clima semicálido subhúmedo. En San Isidro, la altura sobre el nivel del mar baja hasta los 1520 metros.
La temperatura media anual del municipio es 15.5 °C y la precipitación pluvial es de 402 milímetros. El promedio de precipitación pluvial mensual registrado es de 83.8 mm, en la época comprendida entre junio y septiembre, siendo el mes de julio el más lluvioso del año, con una precipitación que puede alcanzar hasta los 258.2 mm

## Orografía
Los accidentes orográficos de la municipalidad de Ocuilan son producto de acciones volcánicas y plegamientos, destacan por su altura los siguientes: al norte, los cerros de Zempoala, Tuxtepec, Tianquisco, Metepec y Olotepec. Al sur, los cerros de La Culebra, Fraile, Zistepec, Jaltepec y el cerro del Volador. Al oriente, cerros de Capultepec y Tepetzingo El Grande; al poniente, lomas de Tierra Vieja y El Chivo. El cerro de mayor altura es el de Zempoala, que se encuentra a 3500 msnm. La cabecera municipal se encuentra rodeada de lomeríos y pequeñas colinas, que incluye un cono volcánico denominado Tepetzingo y la cañada profunda, que inicia en El Puente y termina en San Ambrosio Chalmita.

## Geología, estratigrafía y edafología
En la parte centro, norte y sur del municipio predomina una geología definida por rocas ácidas e intermedias, que incluyen depósitos piroclásticos y volcanoclásticos. Estas rocas volcánicas también existen en la zona noroeste y, en una mínima proporción, en la zona suroeste del municipio. De acuerdo con los materiales ígneos localizados en la parte norte del municipio, se puede determinar que una erupción volcánica dio origen a los cerros de Zempoala, Tuxtepec, Tianquisco, Olotepec y Tezontepec. En la parte sur existen grandes peñas producto de la erosión fluvial de los ríos Tlaxipehualco y Chalma.
El suelo pertenece a la categoría de los andosoles úmbricos. Esta clase de suelo se caracteriza por tener una capa superficial oscura, porosa y blanda, rica en materia orgánica y útil para la agricultura. La ubicación común de este tipo de suelo es la región centro, oriente, poniente y norte del municipio. En lo que respecta a la zona sur y sureste, el suelo pertenece principalmente a la categoría Phaeozem, propia de clima templado, apto también para la agricultura. Finalmente, en menor medida, hay suelos vertisoles, ricos en arcilla, con grietas anchas y profundas, aptos para la agricultura de riego. Estos últimos se encuentran en las zonas de La Lagunita, San Ambrosio Chalmita y Pueblo Nuevo.

## Cronología de los Presidentes Municipales[25]
El H. Ayuntamiento esta integrado por un presidente municipal, un sindico, 6 regidores de mayoría relativa y 4 regidores de presentación proporcional. 
| En cada delegación funcionan dos o tres delegados municipales que son nombrados por elección popular al inicio de cada trienio, ellos se encargan de velar por la integridad de sus comunidades y realizar trabajos de gestoría que benefician a sus conciudadanos. |

| NOMBRE                         | PERIODO         |         |
| José María González            | 1940-1941       |         |
| Amador Vázquez D. Ortega       | 1942-1943       |         |
| José Casales López             | 1944-1945       |         |
| Alberto Linares G:             | 1946-1948       |         |
| Próspero Vázquez C.            | 1949-1951       |         |
| Marcos González Castilla       | 1952-1954       |         |
| Filemón Ortega Tapia           | 1955-1957       |         |
| Arnulfo Linares Noyola         | 1958-1960       |         |
| Gilberto de la Serna           | 19G61-1963      |         |
| Filiberto Díaz Velázquez       | 1964-1966       |         |
| Ricardo Nava Castillo          | 1967-1969       |         |
| Cresencio Abundis Figueroa     | 1970-1972       |         |
| Celestino Abundis Patiño       | 1973-1975       |         |
| Teodoro Guadarrama Gómez       | 1976-1978       |         |
| Eufracio García López          | 1979-1981       |         |
| Rafael González Peña           | 1982-1984       |         |
| Rodolfo Nuñez Zetina           | 1985-1987       |         |
| Adolfo Reyes Ortiz             | 1988-1990       |         |
| Reyes Cintora López            | 1991-1993       |         |
| Saúl Peñaloza Allende          | 1994-1996       |         |
| Mario Salazar Dimas            | 1997-2000       | PRI     |
| Alfredo Armenta Torres         | 2000-2003       | PRI     |
| Juan Álvarez Reyes             | 2003-2006       | PRI     |
| Felix Alberto Linares González | 2006-2009       | PRD     |
| Juan José Linares Martínez     | 2009-2012       | PRI     |
| Rubén Abilio González Márquez  | 2013-2015       | PRI     |
| Félix Alberto Linares González | 2016-2018       | PRD     |
| Félix Alberto Linares González | 2019-enero 2020 | PRD-PAN |
| Wilfrido Peréz Segura          | 2022-2024       | PES     |